# Мой личный штат Айдахо
«Мой личный штат Айдахо» (англ. My Own Private Idaho) — американский приключенческий драматический фильм Гаса Ван Сента. Премьера картины состоялась 20 июля 1991 года в Японии и также была представлена на 48-м Венецианском кинофестивале в сентябре того же года. Исполнитель главной роли Майкла «Майки» Уотерса Ривер Феникс получил награды «Кубок Вольпи» в категории «Лучшая мужская роль» и «Независимый дух» в категории «Лучшая мужская роль», и премию Американского Национального общества кинокритиков в категории «Лучший актёр главной роли».

## Сюжет
Фильм рассказывает историю двух портлендских хастлеров — Майка Уотерса (Ривер Феникс) и Скотта Фэйвора (Киану Ривз), отправившихся на поиски матери Майка. Путешествие приводит их сначала в родные для Майка места (Айдахо),  далее — в Италию, а по возвращении — снова в Портленд.
Персонаж Скотта восходит к шекспировскому принцу Хэлу, престолонаследнику из исторической хроники «Генрих IV». В фильме он — сын портлендского мэра, отвергающий мир своего отца и выдающий своё эпатажное поведение, включая мужскую проституцию, за бунт. Майк — не имеющий никаких средств к существованию гомосексуал, страдающий нарколепсией и испытывающий к своему спутнику романтическую привязанность.
Во время пребывания в Италии Скотт влюбляется в местную девушку. Фильм оканчивается женитьбой Скотта, получением наследства после смерти отца, разрывом отношений с Майком. О судьбе Майка зрителю остаётся только догадываться. Последняя сцена фильма повторяет первую: Майк падает (засыпает?) прямо посреди дороги в Айдахо. Издали видно, как его неподвижное тело подбирает проезжающий мимо неизвестный мужчина.

## В ролях
- Ривер Феникс — Майкл Уотерс
- Киану Ривз — Скотт Фэйвор
- Уильям Ричерт — Боб Пиджин
- Джеймс Руссо — Ричард Уотерс, брат Майка
- Вана О’Брайен — Шерон Уотерс, мать Майка
- Удо Кир — Ханс
- Том Троуп — Джек Фэйвор, отец Скотта
- Фли — Бадд
- Родни Харви ― Гери
- Кьяра Казелли — Кармелла
- Грейс Забриски — Алена
- Микки Котрелл — папаша Карол
- Салли Кёртис (1899—1998) — Джейн Лайтуорк, «хозяйка» гостиницы
- Джеймс Кэвизел (камео) — служащий в аэропорту
- Гас Ван Сент (камео) — портье в гостинице (в титрах не указан)

## Замысел и съёмки
Сценарий фильма возник из набросков, сделанных Ван Сентом для трёх разных фильмов. Большинство актёров (включая Ривера Феникса, Киану Ривза и Майкла Паркера) на время съёмок переехали в старый дом режиссёра в Портленде и ежедневно устраивали там пьяные вечеринки за полночь. В конце концов хозяин дома был вынужден перебраться к друзьям, чтобы хоть немного выспаться.
Название фильма «Мой собственный Айдахо» не имеет непосредственного отношения к песне «Частный Айдахо» («Private Idaho»), исполняемой группой The B-52s, хотя в финальных титрах режиссёр и выражает группе отдельную благодарность. Название фильма подразумевает, что Майк живёт в вымышленном им самим мире — в том «собственном Айдахо», где он ещё с матерью и счастлив. Что перекликается с текстом песни группы The B-52s.

### Дорога к дому
Роджер Эберт и другие критики отмечают, что при всём внешнем сходстве фильм вряд ли можно отнести к роуд-муви: передвижения главных героев фильма лишены какой-либо предзаданной цели и совершенно непредсказуемы, а сцены с прямыми отсылками к шекспировской пьесе и дословными заимствованиями реплик из неё выглядят неким диссонансом. И Майк, и Скотт ищут в дороге свой дом, свою семью — составные части потерянного рая. И если для Скотта эти поиски после смерти отца возвращают его в родной дом, то для Майка дорога не имеет конца, так как единственный доступный ему дом — тот воображаемый штат Айдахо, воспоминание о котором сопровождается (вымышленными?) кадрами затёртой плёнки с изображением его идиллического детства рядом с матерью, — он носит внутри своего сознания.

## Награды и номинации
- 1991 — Ривер Феникс — «Кубок Вольпи» в категории «Лучший актёр главной роли» Венецианского кинофестиваля, а также номинация на главную награду «Золотой лев» — Гас Ван Сент
- 1991 — Ривер Феникс — награда Национального общества кинокритиков США в категории «Лучший актёр главной роли»
- 1992 — Три награды «Независимый дух»: «Лучший актёр главной роли» — Ривер Феникс, «Лучший сценарий» — Гас Ван Сент, «Лучшая оригинальная музыка к фильму» — Билл Стэффорд, а также три номинации: «Лучшая картина» — Лори Паркер, «Лучшая режиссура» — Гас Ван Сент, «Лучшая операторская работа» — Эрик Алан Эдвардс и Джон Кэмпбелл
- 1993 — премия Гильдии продюсеров США в категории «Самый многообещающий продюсер художественного фильма» — Лори Паркер